# رضا حقیقی
رضا حقیقی (زادهٔ ۱۲ بهمن ۱۳۶۷ در مشهد) بازیکن سابق  فوتبال اهل ایران است.
از باشگاه‌هایی که رضا حقیقی در آنها بازی کرده می‌توان به پیام خراسان، فجر سپاسی، پرسپولیس، پدیده خراسان، صبای قم، سوفان بوری تایلند و شهرداری ماهشهر اشاره کرد.

## تیم ملی ایران
وی در تاریخ ۲۱ بهمن ٬۱۳۹۰ توسط کارلوس کیروش برای اولین بار به تیم ملی فوتبال ایران دعوت شد و در تاریخ ۴ اسفند ۱۳۹۰ اولین بازی ملی‌اش را در برابر تیم ملی فوتبال عراق انجام داد.
او به همراه تیم ملی فوتبال ایران، در مسابقات جام جهانی ۲۰۱۴ برزیل روی نیمکت حضور داشت و مقابل آرژانتین بازی کرد

## افتخارات
باشگاهی
- لیگ برتر
- نایب قهرمانی در لیگ برتر فوتبال ایران ۹۳-۱۳۹۲ به همراه تیم پرسپولیس تهران
- جام حذفی
- نایب قهرمانی در جام حذفی فوتبال ایران ۹۲-۱۳۹۱ به همراه تیم پرسپولیس تهران